# بهتره با سال تماس بگیری (بریکینگ بد)
«بهتره با سال تماس بگیری» (به انگلیسی: Better Call Saul) هشتمین قسمت از فصل دوم مجموعه تلویزیونی درام آمریکایی بریکینگ بد است. این قسمت توسط پیتر گولد نوشته و توسط تری مک دانا کارگردانی شده‌است، که برای نخستین بار در ۲۶ آوریل ۲۰۰۹ از شبکه ای ام سی پخش شد.
این قسمت نخستین حضور باب ادنکیرک در نقش وکیل جنایی سال گودمن در بریکینگ بد است.